# Piotr Kurowski

Herb Szreniawa

Piotr Kurowski, także Piotr z Kurowa herbu Szreniawa (zm. 1463) – kasztelan sądecki (1440), senator (ok. 1450), kasztelan lubelski (1460), starosta lubelski (1431–1432).
Syn kasztelana żarnowskiego Klemensa Kurowskiego i Katarzyny nieznanego nazwiska. Żonaty z Burnetą córką Sedziwoja z Ostrogora, wojewody poznańskiego, miał z nią córkę Jadwigę, żonę Jana z Granowa i Pilicy, i Katarzynę, żonę Abrahama Głowacza ze Zbąszynia.
3 lipca 1431 roku, w czasie wyprawy łuckiej wysłał listy wypowiednie wielkiemu księciu litewskiemu Świdrygielle z obozu wojskowego w Bystrzycy na ziemi lubelskiej.
Był członkiem konfederacji Spytka z Melsztyna w 1439 roku.
W trakcie bezkrólewia 1444–1447 będąc ledwie kasztelanem sądeckim należał do grupy najwybitniejszych opozycjonistów wobec pozycji Zbigniewa Oleśnickiego i zarazem do grupy stronników Kazimierza Jagiellończyka. W kwietniu 1446 został wybrany przez tajny zjazd małopolskiej opozycji w Bełżycach posłem do przebywającego na Litwie wielkiego księcia. Dopiero to poselstwo przywiozło zgodę Kazimierza na przyjęcie korony polskiej i zażegnanie kryzysu władzy (w tym czasie zdążono już warunkowo obrać królem Bolesława IV, księcia czersko-warszawskiego).
W 1442 zmienił lokację miejską Kurowa z prawa polskiego na magdeburskie. W 1452 w miejsce drewnianego, ufundował murowany kościół pod wezwaniem Narodzenia NMP i św. Michała Archanioła oraz hojnie uposażył parafię w Kurowie. Czy było to związane z erygowaniem nowej parafii, czy też odnowieniem starej pod wezwaniem św. Idziego – istniejącej od XII wieku, tego stwierdzić jednoznacznie nie można. Wątpliwe jednak, by do rangi miasta podniesiono ośrodek bez własnej parafii.

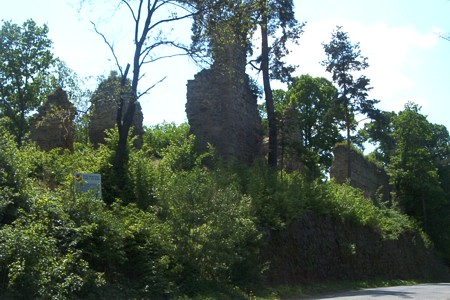
Ruiny zamku górnego w Rożnowie należącego do roku 1426 do braci - Piotra i Mikołaja Kurowskiego, a następnie odsprzedanego Zawiszy Czarnemu z Garbowa